# Контвиг
Контвиг (њем. Contwig) општина је у њемачкој савезној држави Рајна-Палатинат. Једно је од 84 општинска средишта округа Југозападни Палатинат. Према процјени из 2010. у општини је живјело 4.922 становника. Посједује регионалну шифру (AGS) 7340206.

## Географски и демографски подаци
Контвиг се налази у савезној држави Рајна-Палатинат у округу Југозападни Палатинат. Општина се налази на надморској висини од 242 метра. Површина општине износи 24,7 km². У самом мјесту је, према процјени из 2010. године, живјело 4.922 становника. Просјечна густина становништва износи 199 становника/km².